# Jagdgeschwader 50
Jagdgeschwader 50 (dobesedno slovensko: Lovski polk 50; kratica JG 50) je bil lovski letalski polk (Geschwader) v sestavi nemške Luftwaffe med drugo svetovno vojno.

## Organizacija
- štab
- I. skupina

## Vodstvo polka
Poveljniki polka (Geschwaderkommodore)
- Major Hermann Graf: julij 1943